# Famille Rioufol
Pour les articles homonymes, voir Rioufol.
La famille Rioufol est une famille subsistante d’ancienne bourgeoisie française originaire du hameau de Rioufol, sur la commune de Gluiras.
La famille Rioufol est une famille protestante convertie au catholicisme au début XVIII°. Cette famille comprend des magistrats, avocats, notaires, un député, un écrivain et un acteur.
Elle se caractérise par l'exercice quasi ininterrompu d'une fonction juridique pendant les 450 dernières années.

## Onomastique
La racine latine du nom de « Rioufol » signifie le ruisseau fou, en raison de son flot irrégulier.

## Historique
Le berceau se situe à Rioufol sur la commune de Gluiras (Ardèche) et l’origine prouvée de la famille remonte au début du XVI° siècle.
Dans le hameau de Rioufol, sur l’ancienne maison de famille, construite à l’aplomb du ruisseau, figure l’inscription suivante gravée sur le manteau d’une cheminée « Rioufol 1668 ».
Le plus ancien acte connu en rapport avec la famille Rioufol est le contrat de mariage le 7 février 1510 de Claude Rioufol, fils de Guillaume Rioufol (vivant en 1476), avec Marguerite de Vernes.
L’incendie de la mairie de Gluiras en 1828 a détruit les archives communales mais le généalogiste ardéchoix J. Villain a reconstitué la généalogie à partir des sources notariées.
La famille se compose de plusieurs branches localisées en Ardèche et la Haute-Loire, ainsi que d'une à Toulouse et une autre à Lyon, dont une seule branche est subsistante.

### Branche de Gluiras
- Gilibert Rioufol (vers 1540 – vers 1604).
- Jacques Rioufol (vers 1580 – 1648), notaire royal à Gluiras.
- Gilibert Rioufol, fils du précédent, notaire royal à Gluiras en 1648, greffier de la juridiction de Gluiras (1636).
- Pierre Rioufol (1654 – 1731), fils du précédent, seigneur de Magnanoux, St-Genest-Lachamp, bachelier en droit, lieutenant de la juridiction de Gluiras, apothicaire à Gluiras puis à Charmes, comté de Crussol, maître apothicaire à St-Fortunat où il décède.
- Joseph Rioufol (1647 – vers 1718), seigneur de Fougères.
- Georges Etienne Rioufol (1901 - 1944), assassiné par les Allemands[3].

### Branche de Privas
- François Rioufol (1651 – 1727), fils de Gilibert Rioufol, s’établit à Privas comme cultivateur. D’où une nombreuse descendance[1].

### Branche d’Hauteville
Du nom du hameau de Hauteville sur la commune de Saint-Laurent du Pape  où cette branche vient se fixer.
Les registres et actes mentionnent plusieurs formes du nom : Rioufol-Dauteville, Rioufol d'Hauteville.
Abraham Rioufol ( vers 1590 - 1670) se fixe à d'Hauteville. Fils de Gilbert Rioufol, il est notaire royal à La Téoule prés de Gluiras puis à Chalancon et à La Croze. Parmi cette branche, on relève : .
- Pierre Rioufol (? – 1709), capitaine châtelain de Pierregourde
- Abraham Rioufol, neveu et héritier du précédent, conseiller du roi et maire perpétuel de Pierregourde.
- Alexandre Rioufol d’Hauteville (1701 – vers 1760), fils du précédent, avocat au parlement de Toulouse, bailli du comté de Tournon, juge général du comté de La Voulte, capitaine des chasses de La Voulte.
- Jean-Baptiste Alexandre Rioufol d’Hauteville (1755 - ?), officier au régiment du Tourraine-Infant, fondateur des mines de La Voulte, selon Georges Paul député au Corps Législatif de l'Ardèche en 1803[4], mais sans qu'il ne soit possible de retrouver son nom sur la liste des députés, père de Louisa Phillipa Rioufol d'Hauteville, marquise de Vichet, qui entretînt une correspondance amoureuse avec Chateaubriand[5],[6]. Filleul de Madeleine Rioufol, épouse de Louis d'Hauteville de Pontserre.

Il n'y a pas de liens établis entre la famille Rioufol d'Hauteville et la famille du général Dautheville, bien que issues toutes deux du même hameau de Gluiras.

### Branche de Celles
- Jean Rioufol (1722 - ?), chirurgien et consul de Chalençon.
- Louis Rioufol (1757 - ?), fils du précédent.

Les actes des notaires mentionnent d’autres porteurs du nom sans qu’il ne soit possible de les rattacher avec certitude à cette branche : Louis Rioufol, notaire royal  et Jacques Rioufol, procureur du marquisat de la Tourette.

### Branche de Saint-Fortunat
Parmi les descendants de cette branche issue de Isaac Rioufol (vers 1583 - ?), fils de Gilibert Rioufol, on peut relever :  
- Gilbert Rioufol ( ? – 1663), notaire à Saint Fortunat.
- Pierre-Antoine Jules Rioufol (1827 - 1903), médecin major qui fit les campagnes d’Orient (1855 – 1856), d’Afrique (1856 – 1858), d’Italie (1859 – 1860), de Rome (1860 – 1865), de la guerre de 1870, Médaillé d’Italie, chevalier de la légion d’honneur et de l'Ordre de Saint-Grégoire le Grand[2].
- Pierre-Antoine Jules (1874 - ?), fils du précédent, docteur en médecine.

### Branche d’Annonay
Jean-François Rioufol, fils Jean Rioufol, chirurgien et consul de Chalençon (ci-dessous), teinturier en soie s'établit à Annonay. D'où descendance.

### Branche de Chalençon
Parmi cette banche, on relève :   
- Jean Rioufol (1722 – 1790), chirurgien et consul de Chalençon
- Louis Rioufol (1747 – 1816)) notaire à Chalençon puis à Saint Michel de Chabrillanoux, capitaine de la garde nationale.
- François Rioufol (1731 - 1768), fils du précédent, marchand tanneur.
- Jacques Rioufol (1762 - 1818), notaire et maire de Chalençon

### Branche du Puy en Velay
- Jacques-Célestin (1806 - 1852), fils de Jacques Rioufol (ci-dessus), notaire à Saint-Pierreville
- Athanase Rioufol (1813 - 1888), frère du précédent, docteur en droit, avocat à Saint-Etienne.
- Marie-Eugène Emmanuel Rioufol (1840 - 1935), fils de Jacques-Célestin Rioufol (ci-dessus), notaire au Puy en Velay, président du bureau de l'assistance judiciaire, président de la chambre des notaires de la Haute-Loire, vice-président de la Société agricole et scientifique Puy.
- Maxime Rioufol (1872 - ?), fils du précédent, docteur en droit, avocat à Saint-Etienne et historien régional.
- Henri Rioufol (1907 - 1945), fils du précédent, Lt. Colonel puis membre du réseau de Résistance "Jean-Marie", déporté à Wöbbelin, Mecklenburg-Vorpommern, Juste parmi les nations[7],
- Léonce Rioufol (1869 - 1965), frère de Maxime Rioufol, notaire au Puy.
- Emile Rioufol (1899 – 1979), fils de Léonce (ci-dessus), notaire au Puy.
- Jean-Emmanuel-Alxandre-Marie (1897 – 1926), avocat.
- Emmanuel-Marie-Emile Rioufol (1899  - 1979 ), frère du précédent, notaire au Puy.
- Yves Rioufol (1922 – 2022), avocat.
- Yvan Rioufol (1952 - ), fils du précédent, journaliste et essayiste français.
- Marc Rioufol (1962 – 2011), frère du précédent, acteur.

## Portrait

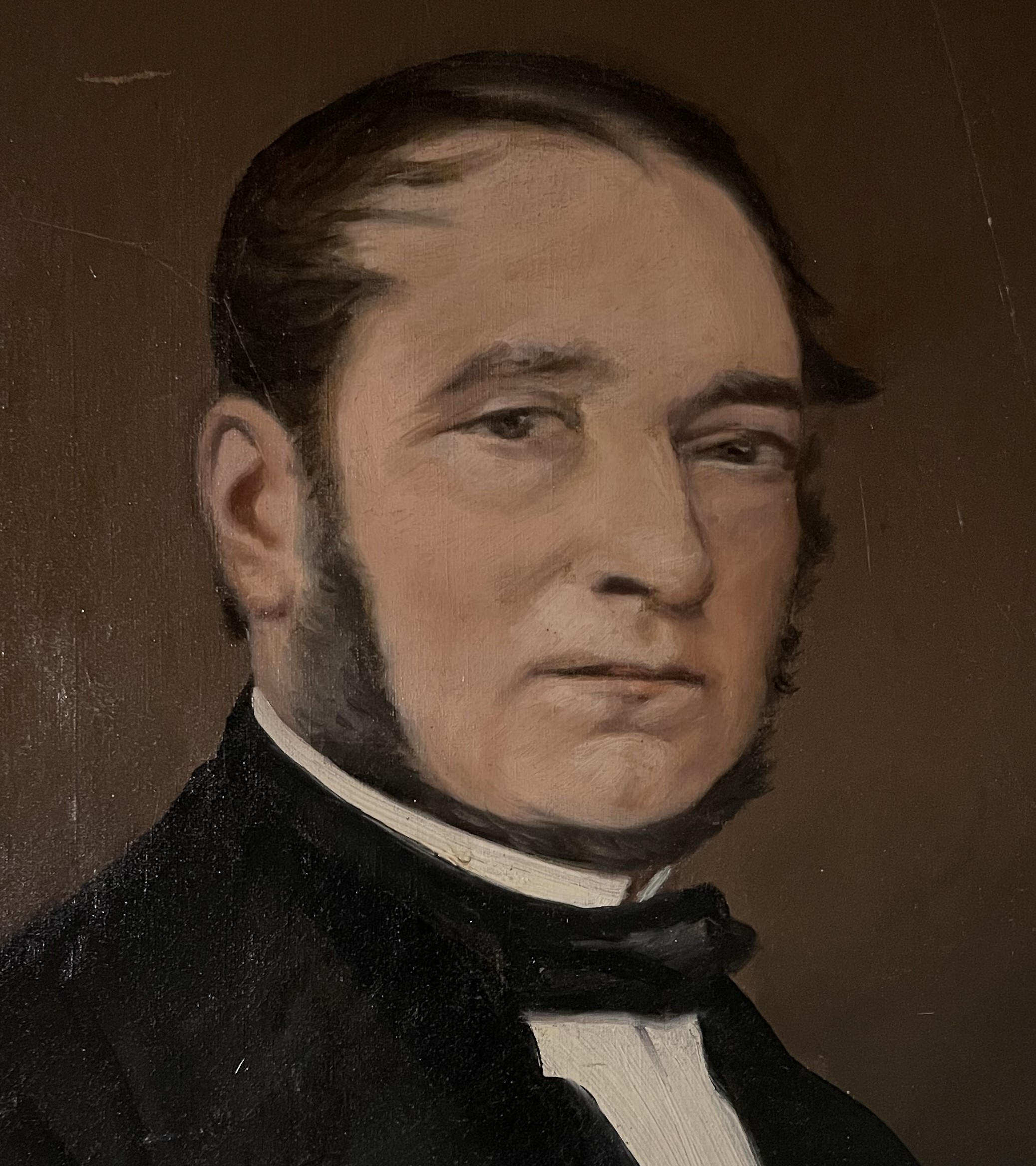
portrait de Célestin Rioufol
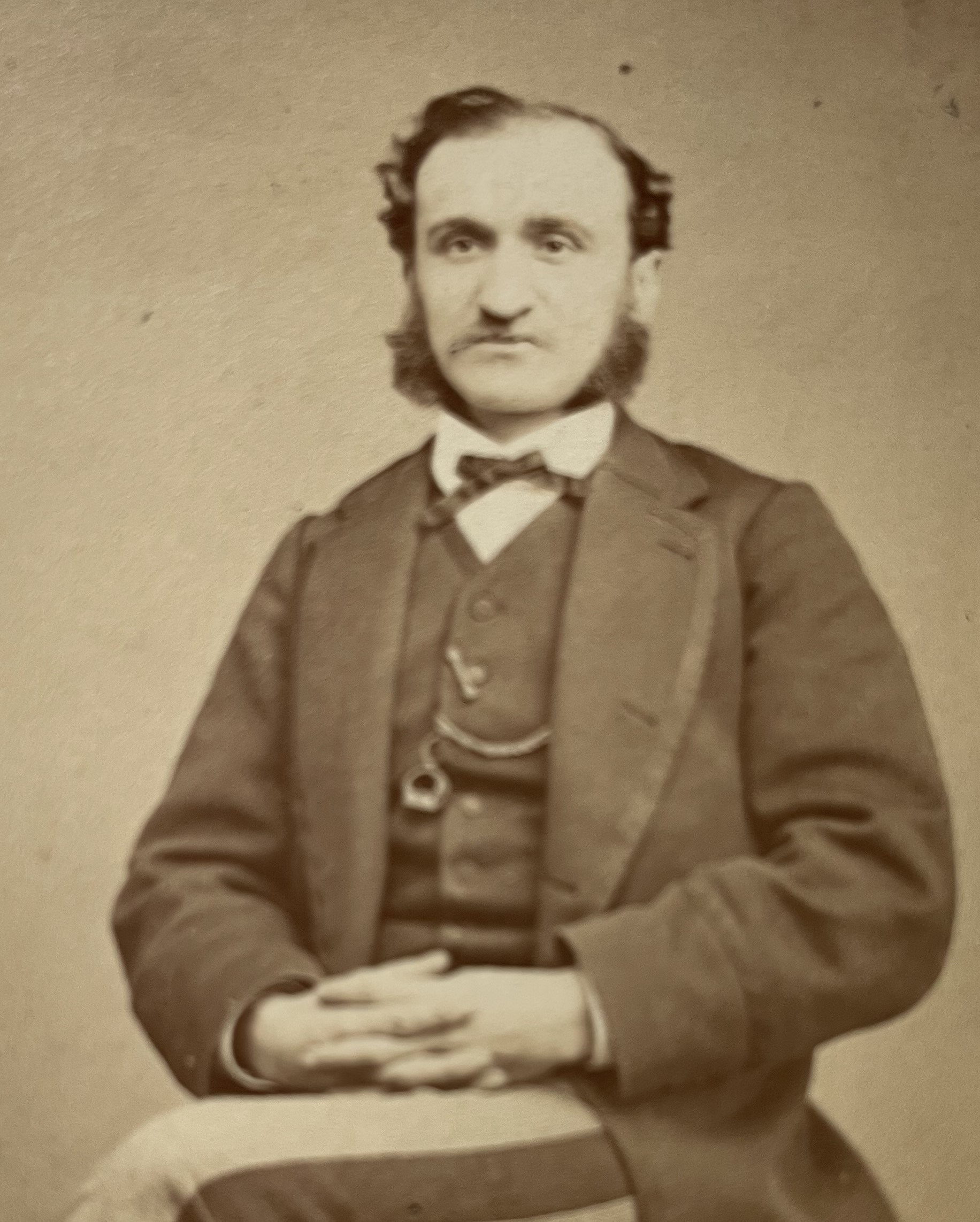
Portrait de Emmanuel Rioufol
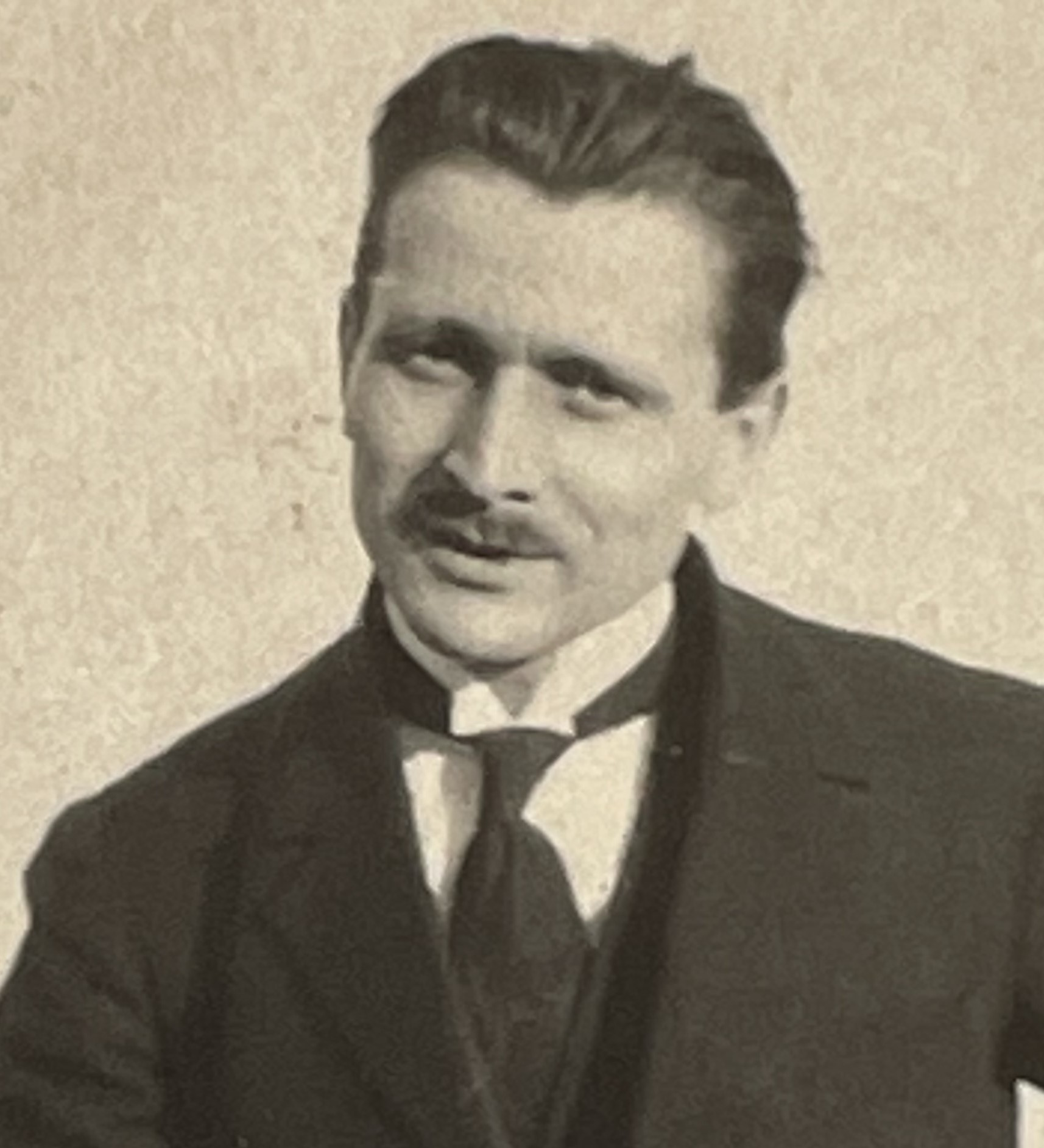
Portrait de Emile Rioufol
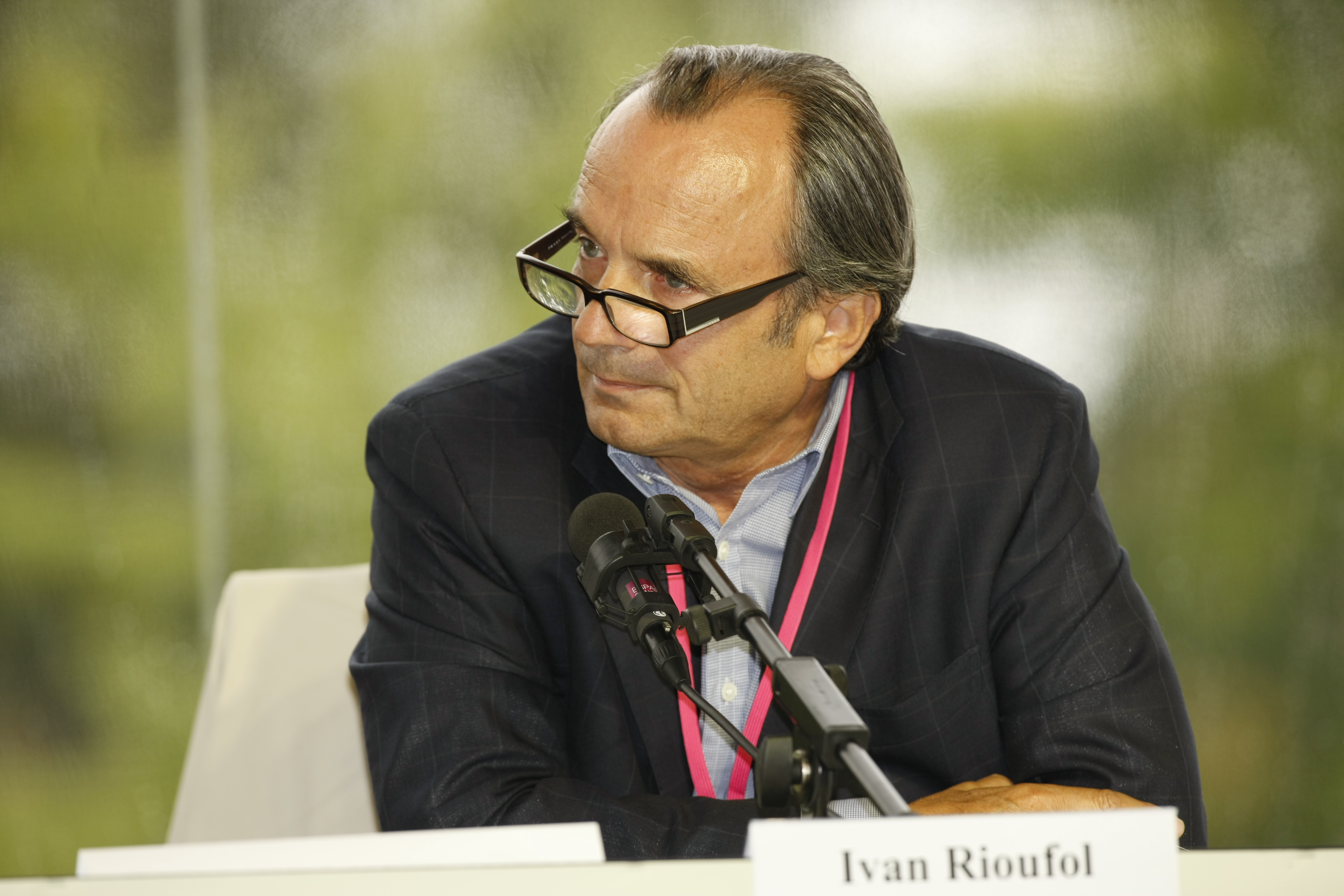
Ivan Rioufol

## Armes
De gueules, au sautoir d'or. (Deydier).
Alias : De gueules, au chevron d'or. (Courcelles).

## Postérité
- Rue Jean Rioufol, Monteux;
- Place Louis Rioufol, Vernoux
- chemin Rioufol, Gluiras.

## Alliances
d'Hauteville de Pontserre (1693), Justet de Sardiges (1700), Ladreit de La Charrière (1730), Saint-Thomé de Chabreuil (1747), Tardy de Montravel (1769), Comte de Tauriers (1778), de Sallier (1780) de Vichet (1794), de Gumpertz de Gusten (1839), Gatillon (1868), Monnet (1896), Ménard (1923), Malzieu (1945), Girard de Courtilles (1925), de Lagrevol (1949), Galouzeau de Villepin, de David-Beauregard 1976,Denis (1979), Berlier de Vauplane (1984), Chabert d'Hières (1998).